# Seth Green
Seth Benjamin Gesshel-Green (Filadelfia, 8 febbraio 1974) è un attore, doppiatore, regista, produttore televisivo e sceneggiatore statunitense.
È noto soprattutto per essere il creatore, produttore esecutivo, sceneggiatore, regista e doppiatore più frequente della serie animata Robot Chicken di Adult Swim e per essere il doppiatore di Chris Griffin nella serie animata I Griffin.

## Biografia

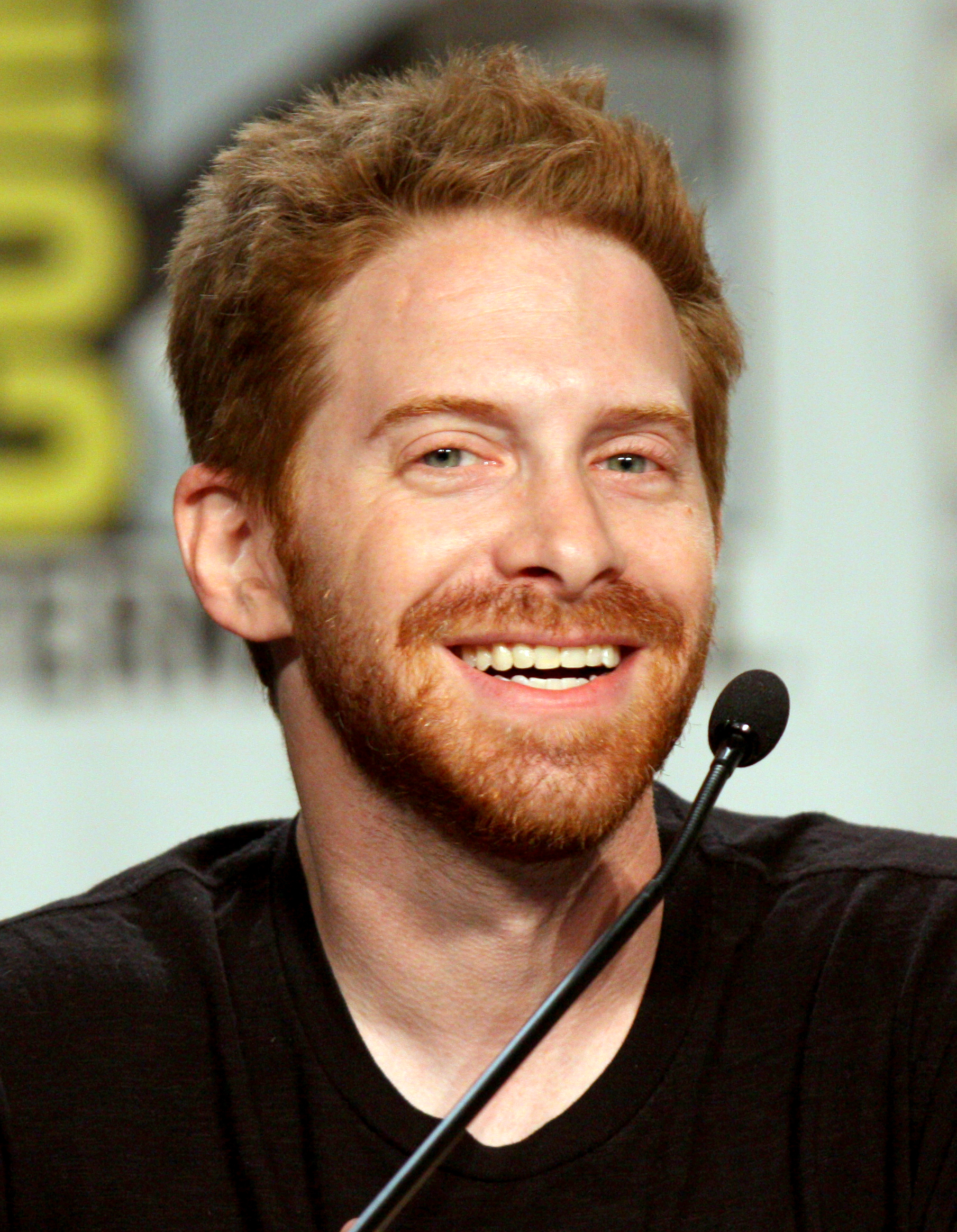
Seth Green al San Diego Comic-Con International 2011

Nato da Herbert e Barbara Gesshel a Filadelfia, in Pennsylvania, Seth Benjamin Gesshel-Green cambiò il suo nome in Seth Benjamin Green semplicemente per abbreviarlo e per riflettere il suo nome d'arte professionale. Di origini russe, scozzesi e polacche, l'attore è stato cresciuto come ebreo e ha fatto il Bar Mitzvah. Ha iniziato a recitare all'età di 7 anni. Le sue prime influenze sono state Monty Python, The Black Adder, Saturday Night Live, Richard Pryor, Bill Cosby, Porky's - Questi pazzi pazzi porcelloni! e Palla da golf.
Debutta come attore bambino  nel 1984 nel film Hotel New Hampshire al fianco di Jodie Foster. Nel 1987 è nel cast di Radio Days di Woody Allen, e l'anno successivo recita nelle commedie Affari d'oro con Bette Midler e Ho sposato un'aliena con Dan Aykroyd, Kim Basinger, e Alyson Hannigan che ritroverà nel 1997 sul set della serie televisiva Buffy l'ammazzavampiri. Nel 1990 è presente nella miniserie televisiva It, tratto dal libro omonimo di Stephen King, nella parte di Richie Tozier da bambino.
Prende parte ai tre film della saga di Austin Powers e nel 2003 è accanto a Mark Wahlberg ed Edward Norton in The Italian Job e Scooby-Doo 2 - Mostri scatenati con Sarah Michelle Gellar. Possiede una sua casa di produzione, la Lucid Films, fondata insieme a David Siegel, Ryan Phillippe e Breckin Meyer, ed è co-creatore, insieme a Matthew Senreich, della serie animata Robot Chicken. È il doppiatore di Chris Griffin e Neil Goldman nella versione originale della serie animata I Griffin. Interpreta Desmond, il membro di una band scolastica, nel videogame Make My Video: Marky Mark and the Funky Bunch.
Green è amico della band Fall Out Boy, facendo un cameo nel video musicale di This Ain't a Scene, It's an Arms Race. Inoltre è apparso nel video musicale di White & Nerdy di "Weird Al" Yankovic. Ha fatto due apparizioni nella serie televisiva The Soup nel 2007 e nel 2008. Ha doppiato il pilota Joker dell'astronave Normandy nella serie di videogiochi Mass Effect. È il produttore del progetto artistico The 1 Second Film, dove appare nel documentario "making of" che accompagna i titoli di coda. Green è il co-creatore (con Hugh Sterbakov) del fumetto Freshmen, pubblicato da Top Cow Productions. Appare insieme al collega Breckin Meyer, co-produttore in Robot Chicken, nella serie televisiva Heroes di NBC durante la terza stagione. Nel gennaio 2009, Green ha lavorato con David Faustino per un episodio della sua webserie Star-ving. Più tardi, nello stesso anno, ha lavorato con Robin Williams e John Travolta nel film commedia Daddy Sitter. Il 13 luglio 2009, il sito web ufficiale della WWE ha annunciato Green come ospite speciale dell'episodio di quel giorno in WWE Raw. È stato presente inoltre al WrestleMania XXVI il 28 marzo 2010. Green ha recitato nella terza stagione della webserie Husbands. In seguito all'abbandono del ruolo di Jason Biggs come voce di Leonardo in Teenage Mutant Ninja Turtles - Tartarughe Ninja, Green è diventato il suo nuovo doppiatore a partire dalla terza stagione. Nel 2018 ha doppiato Mouse Fitzgerald nel "mondo reale" nello speciale Invictus della serie animata 12 oz. Mouse di Adult Swim. Nel 2019 ha scritto e pubblicato il suo primo film intitolato Changeland, con Brenda Song e Macaulay Culkin

## Filmografia parziale

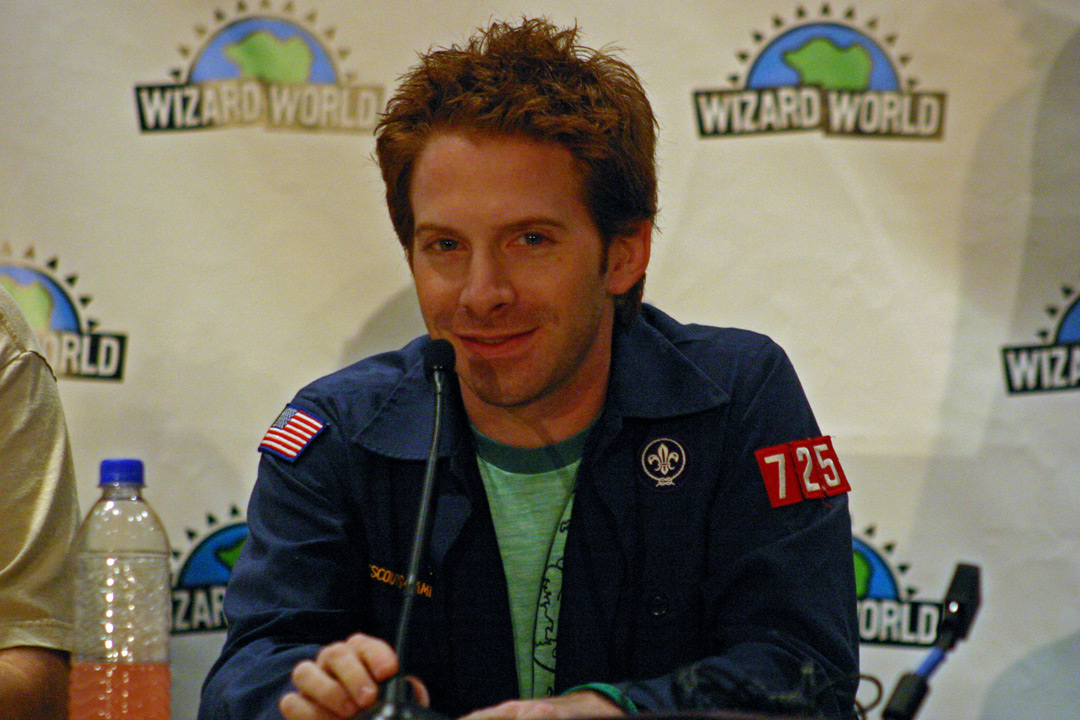
Seth Green nel 2005

### Attore

#### Cinema
- Hotel New Hampshire (The Hotel New Hampshire), regia di Tony Richardson (1984)
- Radio Days, regia di Woody Allen (1987)
- Playboy in prova (Can't Buy Me Love), regia di Steve Rash (1987)
- Affari d'oro (Big Business), regia di Jim Abrahams (1988)
- Ho sposato un'aliena (My Stepmother Is an Alien), regia di Richard Benjamin (1988)
- Pump Up the Volume - Alza il volume (Pump Up the Volume), regia di Allan Moyle (1990)
- Game Over - Scacco alla regina (The Double 0 Kid), regia di Dee McLachlan (1992)
- Buffy l'ammazzavampiri (Buffy the Vampire Slayer), regia di Fran Rubel Kuzui (1992) – non accreditato
- Rollerblades - Sulle ali del vento (Airborne), regia di Rob Bowman (1993)
- Ticks - Larve di sangue (Ticks), regia di Tony Randel (1993)
- A Gillian, per il suo compleanno (To Gillian on Her 37th Birthday), regia di Michael Pressman (1996)
- Austin Powers - Il controspione (Austin Powers: International Man of Mystery), regia di Jay Roach (1997)
- Giovani, pazzi e svitati (Can't Hardly Wait), regia di Harry Elfont e Deborah Kaplan (1998)
- Nemico pubblico (Enemy of the State), regia di Tony Scott (1998) – non accreditato
- Giovani diavoli (Idle Hands), regia di Rodman Flender (1999)
- Ragnatela di bugie (Stonebrook), regia di Byron W.Thompson (1999)
- Austin Powers - La spia che ci provava (Austin Powers: The Spy Who Shagged Me), regia di Jay Roach (1999)
- Horror in the Attic (The Attic Expeditions), regia di Jeremy Kasten (2001)
- Josie and the Pussycats, regia di Harry Elfont e Deborah Kaplan (2001) – non accreditato
- I perfetti innamorati (America's Sweethearts), regia di Joe Roth (2001)
- Rat Race, regia di Jerry Zucker (2001)
- Compagnie pericolose (Knockaround Guys), regia di Brian Koppelman e David Levien (2001)
- Austin Powers in Goldmember, regia di Jay Roach (2002)
- Party Monster, regia di Fenton Bailey e Randy Barbato (2003)
- The Italian Job, regia di F. Gary Gray (2003)
- Scooby-Doo 2: Mostri scatenati (Scooby-Doo 2: Monsters Unleashed), regia di Raja Gosnell (2004)
- Without a Paddle - Un tranquillo week-end di vacanza (Without a Paddle), regia di Steven Brill (2004)
- Be Cool, regia di F. Gary Gray (2005) – non accreditato
- Non dire sì - L'amore sta per sorprenderti (The Best Man), regia di Stefan Schwartz (2005)
- Electric Apricot, regia di Les Claypool (2006)
- Sex Movie in 4D (Sex Drive), regia di Sean Anders (2008)
- Daddy Sitter (Old Dogs), regia di Walt Becker (2009)
- Iron Man 2, regia di Jon Favreau (2010) – non accreditato
- A proposito di Luke (The Story of Luke), regia di Alonso Mayo (2012)
- Holidays, regia di Scott Stewart (2016)
- Caro dittatore (Dear Dictator), regia di Lisa Addario e Joe Syracuse (2018)
- A Futile and Stupid Gesture, regia di David Wain (2018)
- Shazam!, regia di David F. Sandberg (2019) – non accreditato
- Pennywise: The Story of IT, regia di John Campopiano e Christopher Griffiths (2021) - documentario

#### Televisione
- Storie incredibili (Amazing Stories) - serie TV, episodio 1x13 (1985)
- Un salto nel buio (Tales from the Darkside) - serie TV, episodio 2x12 (1985)
- IT - miniserie TV, regia di Tommy Lee Wallace (1990)
- X-Files (The X-Files) – serie TV, episodio 1x02 (1993)
- Buffy l'ammazzavampiri (Buffy the Vampire Slayer) – serie TV, 39 episodi (1997-2000)
- Innamorati pazzi (Mad About You) – serie TV, un episodio (1997)
- Angel – serie TV, episodio 1x03 (1999)
- That '70s Show – serie TV, 5 episodi (2003-2004)
- Will & Grace – serie TV, episodio 7x23 (2005)
- Entourage – serie TV, 3 episodi (2006-2008)
- Grey's Anatomy – serie TV, 4x09-4x10 (2007)
- Heroes – serie TV, episodi 3x10-3x11 (2008)
- My Name Is Earl – serie TV, episodio 4x01 (2009)
- How I Met Your Mother – serie TV, episodio 8x11 (2012)
- Men at Work – serie TV, episodio 2x02 (2013)
- Dads – serie TV, 19 episodi (2013-2014)
- Community – serie TV, episodio 6x13 (2015)
- Crazy Ex-Girlfriend – serie TV, un episodio (2017)
- The Rookie – serie TV, episodio 2x15 (2020)

### Doppiatore
- I Griffin (Family Guy) – serie animata, 387 episodi (1999-in corso) – Chris Griffin
- Aqua Teen Hunger Force – serie animata, 1 episodio (2003)
- American Dad! – serie animata, 4 episodi (2005-2016)
- Crank Yankers – serie televisiva, 3 episodi (2004, 2007)
- Robot Chicken – serie animata, 220 episodi (2005-in corso)
- Ned - Scuola di sopravvivenza (Ned's Declassified School Survival Guide) – serie TV, episodio 2x13 (2006)
- Star Wars: The Clone Wars – serie animata, 4 episodi (2009-2010)
- Titan Maximum – serie animata, 9 episodi (2009)
- The Cleveland Show – serie animata, 4 episodi (2009-2013)
- The Venture Bros. – serie animata, 1 episodio (2009)
- Milo su Marte (Mars Needs Moms), regia di Simon Wells (2011)
- Guardiani della Galassia (Guardians of the Galaxy), regia di James Gunn (2014) – Howard il papero
- Guardiani della Galassia Vol. 2 (Guardians of the Galaxy Vol. 2), regia di James Gunn (2017) – Howard il papero
- Teenage Mutant Ninja Turtles - Tartarughe Ninja (Teenage Mutant Ninja Turtles) – serie animata, 70 episodi (2014-2017) – Leonardo
- L'era glaciale - La grande caccia alle uova (Ice Age: The Great Egg-Scapade), regia di Ricardo Curtis – cortometraggio (2016)
- I Simpson (The Simpsons) – serie animata, 2 episodi (2017-2022)
- 12 oz. Mouse – serie animata, 1 episodio (2018)
- Crossing Swords – serie animata, 18 episodi (2020-in corso)
- Star Wars: The Bad Batch – serie animata, 2 episodi (2021)
- What If...? – serie animata (2021)
- Alabama Jackson – serie animata, 7 episodi (2022)
- Guardiani della Galassia Vol. 3 (Guardians of the Galaxy Vol. 3), regia di James Gunn (2023) – Howard il papero

## Doppiatori italiani
Nelle versioni in italiano delle opere in cui ha recitato, Seth Green è stato doppiato da:
- Corrado Conforti in Ho sposato un'aliena, Innamorati pazzi, Ragnatela di bugie, Non dire sì - L'amore sta per sorprenderti
- Davide Lepore in Buffy l'ammazzavampiri, Angel, Men at Work
- David Chevalier in Rat Race, Scooby-Doo 2: Mostri scatenati, Sex Movie in 4D
- Nanni Baldini in Daddy Sitter, Grey's Anatomy, Caro dittatore
- Roberto Gammino in A Gillian, per il suo compleanno, I perfetti innamorati
- Oreste Baldini in Nemico pubblico, Reno 911!
- Riccardo Rossi in Austin Powers: La spia che ci provava, Austin Powers in Goldmember
- Luca Lionello in It
- Massimiliano Alto in X-Files
- Massimiliano Manfredi in Austin Powers: Il controspione
- Fabrizio Manfredi in Giovani, pazzi e svitati
- Vittorio De Angelis in Giovani diavoli
- Francesco Pezzulli in Compagnie pericolose
- Simone D'Andrea in The Italian Job
- Francesco Bulckaen in Without a Paddle - Un tranquillo week-end di vacanza
- Marco Bassetti in Entourage
- Davide Perino in My Name is Earl
- Andrea Oldani in How I Met Your Mother
- Stefano De Filippis in A proposito di Luke
- Mirko Mazzanti in Holidays
- Patrizio Cigliano in Crazy Ex-Girlfriend
- Luca Mannocci in A Futile and Stupid Gesture

Da doppiatore è sostituito da:
- Raffaele Palmieri in Guardiani della Galassia, Guardiani della Galassia Vol. 2, Guardiani della Galassia Vol. 3, What If...?
- Patrizio Cigliano in Star Wars: The Clone Wars
- Davide Lepore in I Griffin (Chris Griffin), I Simpson, The Cleveland Show
- Flavio Aquilone in I Griffin (Dylan), Phineas e Ferb
- Francesco Prando in I Griffin (Matthew McConaughey)
- Francesco Bulckaen in I Griffin (Matt Damon)
- Francesco Meoni in I Griffin (Neil Goldman 1º voce)
- Leonardo Graziano in I Griffin (Neil Goldman 2º voce)
- Davide Perino in I Griffin (Neil Goldman 3º voce)
- Emiliano Coltorti in I Griffin (Gesù), Milo su Marte
- Riccardo Scarafoni ne L'era glaciale: La grande caccia alle uova
- Nanni Baldini in Robot Chicken
- Oreste Baldini in Robot Chicken
- Antonella Baldini in Robot Chicken
- Emanuele Ruzza in LEGO Batman - Il film
- Davide Albano in Teenage Mutant Ninja Turtles - Tartarughe Ninja
- Mattia Billi in Love, Death & Robots
- Patrizio Anselmo in Star Wars: The Bad Batch
- Christian Iansante in Avengers Assemble
- Stefano Crescentini in Hulk e gli agenti S.M.A.S.H. (Rick Jones/A-Bomb)
- Saverio Indrio in Hulk e gli agenti S.M.A.S.H. (Rocket Raccoon)